# Anaphes aequipennatus
Anaphes aequipennatus är en stekelart som först beskrevs av Soyka 1953.  Anaphes aequipennatus ingår i släktet Anaphes och familjen dvärgsteklar. Inga underarter finns listade i Catalogue of Life.